# Ernest Fazekas
Ernest Fazekas (n. 14 ianuarie 1977, București) este un actor de teatru, radio, film și voce român. Din anul 2008, Ernest Fazekas colaborează cu Teatrul Național de Operetă „Ion Dacian” din București unde a interpretat pentru piesele Romeo și Julieta, Liliacul, Văduva veselă. 

## Teatru
- Văduva veselă, Nyegus, Teatrul Național de Operetă „Ion Dacian” din București (2008) [4]
- Voievodul țiganilor, Ottokar, Teatrul Național de Operetă „Ion Dacian” din București (2009)
- Liliacul, Prințul Orlofsky, Teatrul Național de Operetă „Ion Dacian” din București (2010) [5]
- Silvia, Rohnsdorf, Teatrul Național de Operetă „Ion Dacian” din București (2009)
- Romeo și Julieta, Tybalt, Teatrul Național de Operetă „Ion Dacian” din București (2009) [6]
- Paris, mon amour, Teatrul Național de Operetă „Ion Dacian” din București [7]
- Dolce Vita, Teatrul Național de Operetă „Ion Dacian” din București (2015) [8]
- My Fair Lady, Henry Higgins, Colonelul Pickering (2019) [9] [10]
- Mamma Mia!, Harry Bright (2018) [11] [12]
- Rog seriozitate!, Teatrul Arca din București
- Suburbia, Teatrul Odeon

## Dublaj

### Seriale
- SpongeBob Pantaloni Pătrați - SpongeBob Pantaloni Pătrați
- Johnny Test - Johnny Test
- Măr și Ceapă - Ceapă
- Taffy - Taffy
- Robot și Monstru - Monstru
- Dl. Magoo - Fizz
- Jocurile Succesului - Double G
- Patrula junglei în acțiune - Maurice
- Unchiul bunic- Pizza Steve
- Steven Univers - Jamie
- Coconut - Micul dragon (serial) - Oscar
- Blaze și mașinile uriașe - Blaze
- Lego Star Wars: Cronicile Yoda - C-3PO
- Elevi Interdimensionali Zero - Max
- Inazuma Eleven - Sam Kincaid
- Gormiti - Noctis
- Formidabilele Magisăbii - Phil
- Transformers: Robots in Disguise - Fixit
- Stă să plouă cu chiftele - Bătrânul Rick
- Bufnița și prietenii ei - alte voci
- Povești cu Tom și Jerry - Butch
- Mixels - alte voci
- Țestoasele Ninja - Kavaxas
- Nașii mei vrăjitori - Foop
- Henry Pericol - alte voci
- The Garfield Show - Jon Arbuckle, Chițăilă
- Ben 10 (2016) - Lujerul
- Fetițele Powerpuff (2016) - alte voci
- 44 de pisici - Chifteluță
- OK K.O.! Să fim eroi! - Sonic
- Mao Mao: Eroii inimii curate - Regele Snugglemagne

### Filme
- Sunt un mic ticălos 2 (2013) - Gru
- Sunt un mic ticălos 3 (2017) - Gru/ Dru
- Boxtroli (2014) - Dl. Tăiețel
- Annie (2014) - Inspector
- Coconut - Micul dragon (2015) - Oscar
- SpongeBob: Aventuri pe uscat (2015) - SpongeBob Pantaloni Pătrați
- Minionii (2015) - Gru
- Fură steagul, salvează Luna (2015) - Scott
- La capătul lumii (2015)
- Năzdrăvanii din pădure: Speriosul sperioșilor (2015) - Elliott
- Aventurile lui Sammy 2 (2012) - Ray
- Singuri acasă (2016) - Buddy
- Singuri acasă 2 (2019) - Serghei
- Bărzoiul Richard (2017) - Robert
- Jack și figurinele fermecate (2017) - Fulger
- Micul vampir (2017) - Bob
- Steaua (2017) - Dave
- Grinch (2018) - alte voci
- Patrula cățelușilor (2019)
- Latte și cristalul fermecat (2019)
- Lassie se întoarce acasă (2020)
- Robinson Crusoe (2016) - Pango
- Batman vs. Superman: Zorii dreptății (2016) - Alexander Luthor

## Filmografie
- Las Fierbinți, curatorul (2019) [13]